# 코리아게이트
코리아게이트(Koreagate)는 1976년에 일어난 정치 스캔들로, 대한민국 중앙정보부가 박동선을 통해 미국 정치인들에게 뇌물을 건네 미국 정부에 영향력을 행사하려 했던 사건이다.
1975년 미국 의회에서는 대한민국 정부가 미 의회에 영향을 미치기 위한 활동들이 폭로되기 시작하였다. 1975년 6월 도널드 M. 프레이저 의원에 의한 하원의 한국에 대한 인권청문회에서 전 중앙정보부 요원이었던 이재현이 "한국의 중앙정보부가 단지 미국 내에서 반한파(反韓派)에 대한 인권탄압만 하는 것이 아니라 미국 내에서 반박정희 여론과 활동을 무마하기 위해 대규모 회유, 매수, 협박, 공작을 벌이고 있다"는 사실을 폭로하였다.
미국 의회 국제관계위원회는 한국 중앙정보부가 미국 내에서 활동하는 것을 조사하기 시작하였고 1976년 미국 언론에 의해서 공개되었다. 1976년 10월 24일자 워싱턴 포스트는 박정희 대통령의 지시로 박동선과 한국의 중앙정보부 등이 미국 국회의원과 공직자들에게 의회 내에 친한(親韓) 분위기를 조성하기 위해 1970년대 들어 매년 50만 달러에서 1백만 달러에 이르는 현금을 포함한 뇌물을 뿌렸다고 보도했다. 코리아게이트 사건으로도 알려진 이 박동선 로비사건은 인권문제와 함께 한미관계에 치명적인 사건이 되었다.
코리아 게이트 사건이 한국의 이미지에 입힌 상처는 매우 치명적이었다. 당시 미국인들은 ‘어글리 코리안’이란 말을 서슴지 않게 사용하였고, 심지어 워싱턴 주재 한국 특파원들도 중앙정보부의 끄나풀이 아니냐는 오해를 받을 정도였다. 이 사건은 카터 대통령의 주한미군 철수정책을 촉진시켰고, 한미관계는 최악의 상황으로 들어섰다. 한국정부가 박동선을 통해서 로비를 시작하게 된 동기는 단순한 것이다. 미국 행정부가 주한미군 철수를 시작하면서 한국군 현대화 계획을 위한 군사원조는 의회의 예산 승인이 있어야 가능하다는 태도를 취하자 한국 정부는 미국 의회를 설득하는 방식을 택한 것이다.

## 같이 보기
- 국제관계위원회 산하 국제기구소위원회(소위 "프레이저 위원회")
  - 프레이저 보고서
- 박동선
- 김형욱
- 김한조
- 박보희
- 문선명
- 국제승공연합